# Mariana Acuña
Mariana Acuña Jiménez (Santiago de Chile, 17 de enero de 1968) es una pintora chilena que ha incursionado en el arte abstracto y la gráfica pictórico-figurativa; ha trabajado tanto en el pequeño como gran formato.
Estudió licenciatura en artes visuales en la Academia de Bellas Artes de Brera desde donde se gradúa en 1993. En su trabajo «utiliza el color de una manera expresionista y crea composiciones cargadas de huellas, signos, líneas y gestos ondulantes, incluyendo figuras geométricas difusas y bosquejos de figuras reconocibles pero ambiguas».
Ha participado en varias exposiciones individuales y colectivas durante su carrera, entre ellas la muestra Exposition Petit Format en la Sala Espace Altura de París (1994), Expo Sequenze, Giovani Artisti Internazionali in Mostra y Progetto Mare del Museo Civico di Prehistoria di Torre de Ligny en Trapani (1994 y 1997 respectivamente), Mariana Acuña, Cabina Secreta en la Galería Arte Actual de Santiago (1995), Roma Amor en la Galería Cite Bela de São Paulo (1997), Dialettica Generazioni in confronto a cura di Salvo Ferlito en el Centro Culturale lebiotos de Palermo (2011), Mid-SummerNight's Dream en el Amsterdam Whitney Gallery de Nueva York (2013) y en la International Biennial of Contemporary Art Italia Arte en el ZHou Brothers Art Center de Chicago, entre otras exposiciones en Chile, Estados Unidos y Europa.